# David Andrade (actor)
David Andrade es un actor ecuatoriano conocido en España y Ecuador por su papel en la serie de TV Hospital Central, en la que dio vida al "Dr. Waldo Jaramillo". También es un reconocido especialista de cine.

## Reseña biográfica
A los 18 años entró en la primera escuela de Especialistas de Cine de "Angel Plana", de la que pronto sería monitor y preparador de especialistas. De hecho, en el equipo Hospital Central ya era conocido por su trabajo como especialista.
Compagina trabajos de riesgo junto con la interpretación de personajes en Cine, teatro y TV. Colabora con varias ONGs, entre ellas 24h Ford y Fundación Berltesmann.

## Premios y reconocimientos
- Premio 100 latinos más relevantes 2010. [cita requerida]